# Étoile de Bessèges 2014
La 44e édition de l'Étoile de Bessèges a eu lieu du 5 au 9 février 2014. La course fait partie du calendrier UCI Europe Tour 2014 en catégorie 2.1.
L'épreuve a été remportée par le Suédois Tobias Ludvigsson (Giant-Shimano) vainqueur du contre-la-montre lors de la dernière étape. Il devance le Français Jérôme Coppel (Cofidis) et son coéquipier l'Allemand John Degenkolb,,,,,.
Ludvigsson termine par la même occasion meilleur jeune de la course tandis que Degenkolb gagne le classement par points et leur formation néerlandaise Giant-Shimano finit meilleure équipe. Le Français Clément Koretzky (Bretagne-Séché Environnement) s'adjuge quant à lui le classement de la montagne.

## Présentation
L'épreuve est la première course par étape de l'UCI Europe Tour 2014, c'est donc la course de reprise pour une grande partie des coureurs. Le classement général a souvent souri aux puncheurs et sprinteurs tandis que les cinq dernières éditions ont été remportées par des Français. Cependant, aucun coureur tricolore n'a remporté la moindre course en 2014 avec d'aborder cette épreuve,,.

### Parcours
Quatre étapes en ligne d'environ 150 km chacune et un contre-la-montre individuel sont au programme de l'épreuve. La première ainsi que la deuxième étapes sont plates et ne devront pas échapper au sprinteurs. La troisième étape propose trois tours de circuit d'environ 45 km comprenant plusieurs montées dont le col de Trelys d'une longueur de 5 km puis se termine par un autre circuit de 7 km à effectuer également à trois reprises qui pourrait peut être permettre au peloton d'organiser un sprint massif. Pour la quatrième étape, l'organisateur a proposé un double ascension inédite du mur de Laudin d'une longueur avoisinante d'1 km avec un passage à 17 % à 30 km et 15 km de l'arrivée qui se jugera en légère montée. Pour finir les coureurs effectueront un contre-la-montre individuel de 10,7 km dans les rues d'Alès avec une arrivée sur les hauteurs de la colline de l'Ermitage après avoir grimper sur 3 km à 7 % de moyenne,,,.

### Équipes
Classée en catégorie 2.1 de l'UCI Europe Tour, l'Étoile de Bessèges est par conséquent ouverte aux UCI ProTeams dans la limite de 50 % des équipes participantes, aux équipes continentales professionnelles, aux équipes continentales et aux équipes nationales.
L'organisateur a communiqué la liste des équipes invitées le 13 décembre 2013 avant d'y ajouter une vingtième équipe. 20 équipes participent à cette Étoile de Bessèges - 5 ProTeams, 8 équipes continentales professionnelles et 7 équipes continentales :
| Nom de l'équipe  | Pays     | Code |
| ---------------- | -------- | ---- |
| AG2R La Mondiale | France   | ALM  |
| Europcar         | France   | EUC  |
| FDJ.fr           | France   | FDJ  |
| Giant-Shimano    | Pays-Bas | GIA  |
| Lotto-Belisol    | Belgique | LTB  |

| Nom de l'équipe              | Pays     | Code |
| ---------------------------- | -------- | ---- |
| Bardiani CSF                 | Italie   | BAR  |
| Bretagne-Séché Environnement | France   | BSE  |
| Caja Rural-Seguros RGA       | Espagne  | CJR  |
| CCC Polsat Polkowice         | Pologne  | CCC  |
| Cofidis                      | France   | COF  |
| Colombia                     | Colombie | COL  |
| Topsport Vlaanderen-Baloise  | Belgique | TSV  |
| Wanty-Groupe Gobert          | Belgique | WGG  |

| Nom de l'équipe         | Pays     | Code |
| ----------------------- | -------- | ---- |
| An Post-ChainReaction   | Irlande  | SKT  |
| BigMat-Auber 93         | France   | BIG  |
| Itera-Katusha           | Russie   | TIK  |
| La Pomme Marseille 13   | France   | LPM  |
| Roubaix Lille Métropole | France   | RLM  |
| Verandas Willems        | Belgique | WIL  |
| Wallonie-Bruxelles      | Belgique | WBC  |

### Favoris
En l'absence du tenant du titre Jonathan Hivert et avec un contre-la-montre, les favoris pour le classement général peuvent être des rouleurs mais aussi des puncheurs ou des sprinteurs qui accumuleront assez de secondes de bonifications avant le contre-la-montre.
Le Français Tony Gallopin et le Belge Maxime Monfort (Lotto-Belisol), les autres Français Jérôme Coppel (Cofidis) et Jérémy Roy (FDJ.fr), les Estoniens Gert Jõeäär et Rein Taaramäe (Cofidis), le Polonais Jarosław Marycz (CCC Polsat Polkowice) et le Suédois Tobias Ludvigsson (Giant-Shimano) font partie des bons rouleurs présents alors que les Belges Bart De Clercq (Lotto-Belisol), Dries Devenyns (Giant-Shimano) et Yves Lampaert (Topsport Vlaanderen-Baloise), les Italiens Stefano Pirazzi (Bardiani CSF) et Davide Rebellin (CCC Polsat Polkowice) et le Français Arthur Vichot (FDJ.fr) représenteront les puncheurs,,.
Pour les sprinteurs, les Français Nacer Bouhanni (FDJ.fr), Bryan Coquard (Europcar), Samuel Dumoulin (AG2R La Mondiale) et Romain Feillu (Bretagne-Séché Environnement), les Belges Kenneth Vanbilsen (Topsport Vlaanderen-Baloise), vainqueur du récent Grand Prix d'ouverture La Marseillaise et Baptiste Planckaert (Roubaix Lille Métropole), son dauphin, et Fréderique Robert (Wanty-Groupe Gobert), l'Allemand John Degenkolb (Giant-Shimano) et le Biélorusse Yauheni Hutarovich (AG2R La Mondiale) seront favoris tandis que d'autres coureurs rapides comme les Français Justin Jules (La Pomme Marseille 13) et Stéphane Poulhiès (Cofidis), l'Italien Francesco Lasca (Caja Rural-Seguros RGA) et le Néerlandais Michel Kreder (Wanty-Groupe Gobert) seront également présents,,.

## Étapes
| Étape     | Date      | Villes étapes                 |  | Distance (km) | Vainqueur d’étape | Leader du classement général |
| --------- | --------- | ----------------------------- |  | ------------- | ----------------- | ---------------------------- |
| 1re étape | 5 février | Bellegarde - Beaucaire        |  | 154,4         | Sander Helven     | Sander Helven                |
| 2e étape  | 6 février | Nîmes - Saint-Ambroix         |  | 149,3         | Nacer Bouhanni    | Sander Helven                |
| 3e étape  | 7 février | Bessèges - Bessèges           |  | 152,6         | Bryan Coquard     | Sander Helven                |
| 4e étape  | 8 février | Goudargues - Laudun-l'Ardoise |  | 156,3         | Bryan Coquard     | Sander Helven                |
| 5e étape  | 9 février | Alès - Alès                   |  | 10,7          | Tobias Ludvigsson | Tobias Ludvigsson            |

## Déroulement de la course

### 1reétape
20 équipes inscrivent 8 coureurs sauf la formation italienne Bardiani CSF qui n'en compte que 7. De plus, un coureur est non-partant avant le début de l'épreuve : le Belge Gaëtan Bille (Verandas Willems). 158 coureurs sont donc au départ de la course.
L'étape d'une longueur de 154,4 km se déroule sous une forte pluie. L'échappée du jour est lancée sous l'impulsion du Français Benoît Jarrier (Bretagne-Séché Environnement). Il est rejoint quelques kilomètres plus loin par quatre Belges que sont Sander Helven (Topsport Vlaanderen-Baloise), Michael Goolaerts (Verandas Willems), Boris Dron (Wallonie-Bruxelles) et Laurens De Vreese (Wanty-Groupe Gobert). Le groupe des cinq possède 15 s d'avance sur le peloton au km 14 alors qu'une dizaine de kilomètres plus loin, l'Irlandais Marcus Christie (An Post-ChainReaction) fait la jonction pour porter à six le nombre de coureurs à l'avant. Au km 33, l'avance de l'échappée est de 4 min 20 s.
Au km 40, l'écart passe à 8 min 45 s, le maximum de la journée, tandis que le peloton est emmené par les formations FDJ.fr et La Pomme Marseille 13 pour leur sprinteurs français respectifs Nacer Bouhanni et Justin Jules. L'avance baisse donc à 6 min 40 s à 89 km de l'arrivée mais augmente de nouveau pour repasser à 7 min 45 s à 75 km de la ligne finale. Cependant, le peloton se scinde en deux à 50 km du but et dix kilomètres plus loin les écarts sont de 4 min 10 s d'avance pour l'échappée sur le premier peloton et 5 min 30 s sur le second d'une trentaine de coureurs dont font partie les Français Brice Feillu (Bretagne-Séché Environnement), Cyril Gautier (Europcar), Benjamin Giraud (La Pomme Marseille 13) et Blel Kadri (AG2R La Mondiale) notamment.
Avec 7 min 45 s de retard sur l'échappée à 26,6 km de l'arrivée, le peloton passe pour la première fois sur la ligne qui marque l'entrée sur le circuit final comprenant quatre boucles de 6,6 km tandis que le deuxième peloton pointe encore plus loin. Au second passage l'écart est de 2 min 15 s pour le peloton menée par la formation FDJ.fr, puis 2 min 5 s lors du tour suivant. Lors de l'avant-dernier passage, l'avance passe à 1 min 50 s puis à l'entame du dernier tour, Christie, De Vreese, Dron, Goolaerts, Helven et Jarrier possèdent 1 min 10 s à 6,6 km de l'arrivée. La victoire se joue donc entre les six coureurs échappés depuis le début de l'étape et lors de ce sprint c'est Helven qui s'impose devant De Vreese et Jarrier. C'est la deuxième victoire de la saison pour l'équipe belge Topsport Vlaanderen-Baloise après la victoire de Kenneth Vanbilsen sur le Grand Prix d'ouverture La Marseillaise trois jours auparavant. Le peloton réglé par l'Allemand John Degenkolb (Giant-Shimano) arrive 22 s plus tard.
Helven s'empare donc de la tête du classement général cinq secondes devant De Vreese et Jarrier qui sont dans le même temps. Helven prend également le commandement du classement par points tandis que De Vreese occupe la première place du classement de la montagne. Goolaerts en fait de même pour le classement du meilleur jeune alors que la formation Topsport Vlaanderen-Baloise prend place en première position du classement par équipes,,,.
|    | Coureur            | Équipe                       |    | Temps           |
| -- | ------------------ | ---------------------------- | -- | --------------- |
| 1  | Sander Helven      | Topsport Vlaanderen-Baloise  | en | 3 h 27 min 02 s |
| 2  | Laurens De Vreese  | Wanty-Groupe Gobert          | +  | 0 s             |
| 3  | Benoît Jarrier     | Bretagne-Séché Environnement |    | 0 s             |
| 4  | Boris Dron         | Wallonie-Bruxelles           |    | 0 s             |
| 5  | Michael Goolaerts  | Verandas Willems             |    | 0 s             |
| 6  | Marcus Christie    | An Post-ChainReaction        |    | 4 s             |
| 7  | John Degenkolb     | Giant-Shimano                |    | 22 s            |
| 8  | Tom Van Asbroeck   | Topsport Vlaanderen-Baloise  |    | 22 s            |
| 9  | Yauheni Hutarovich | AG2R La Mondiale             |    | 22 s            |
| 10 | Kenneth Vanbilsen  | Topsport Vlaanderen-Baloise  |    | 22 s            |

|    | Coureur            | Équipe                       |    | Temps           |
| -- | ------------------ | ---------------------------- | -- | --------------- |
| 1  | Sander Helven      | Topsport Vlaanderen-Baloise  | en | 3 h 26 min 50 s |
| 2  | Laurens De Vreese  | Wanty-Groupe Gobert          | +  | 5 s             |
| 3  | Benoît Jarrier     | Bretagne-Séché Environnement |    | 5 s             |
| 4  | Boris Dron         | Wallonie-Bruxelles           |    | 12 s            |
| 5  | Michael Goolaerts  | Verandas Willems             |    | 12 s            |
| 6  | Marcus Christie    | An Post-ChainReaction        |    | 16 s            |
| 7  | John Degenkolb     | Giant-Shimano                |    | 34 s            |
| 8  | Tom Van Asbroeck   | Topsport Vlaanderen-Baloise  |    | 34 s            |
| 9  | Yauheni Hutarovich | AG2R La Mondiale             |    | 34 s            |
| 10 | Kenneth Vanbilsen  | Topsport Vlaanderen-Baloise  |    | 34 s            |

### 2eétape
L'étape de 149,3 km, marquée par le retour du soleil, commence par quelques tentatives d'échappées dont une d'une quinzaine de coureurs. Cependant la bonne se détache au km 30 avec les Français Axel Domont (AG2R La Mondiale), Dimitri Le Boulch (BigMat-Auber 93), Clément Koretzky (Bretagne-Séché Environnement), Julien Fouchard (Cofidis) et Thomas Rostollan (La Pomme Marseille 13) et possède rapidement 3 min 30 s d'avance au km 37 sur un peloton contrôlé par l'équipe Topsport Vlaanderen-Baloise.
L'écart passe ensuite 2 min 38 s au km 94 puis les coureurs arrivent au premier passage sur la ligne d'arrivée marquant l'entame du premier des cinq tours de 7,5 km du circuit final. L'échappée possède à ce moment 2 min 10 s d'avance à 36,5 km de l'arrivée sur le peloton toujours mené l'équipe Topsport Vlaanderen-Baloise du Belge Sander Helven leader du classement général. Un tour plus tard, l'avance n'est plus que de 1 min 48 s pour les cinq Français à l'avant puis 1 min 15 s à trois tours de l'arrivée au moment où l'équipe Europcar roule en tête du peloton pour leur sprinteur français Bryan Coquard.
Devant des attaques se succèdent entre les différents coureurs échappés mais un regroupement s'opère entre eux à l'entame de l'avant-dernier tour tandis que le peloton ne pointe plus qu'à 47 s des cinq hommes. Rostollan attaque et s'en va seul pour posséder une dizaine de secondes d'avance sur ses anciens compagnons mais un regroupement total s'effectue à 9 km de l'arrivée avec la formation Europcar qui emmène le peloton.
Un sprint massif, dans lequel manque le Belge Michael Goolaerts (Verandas Willems) meilleur jeune de l’épreuve, se prépare. Il est remporté par le Français Nacer Bouhanni (FDJ.fr), pour la première victoire française en 2014, devant l'Allemand John Degenkolb (Giant-Shimano) et le Biélorusse Yauheni Hutarovich (AG2R La Mondiale). Helven reste toujours leader du classement général, toujours cinq secondes devant son compatriote Laurens De Vreese (Wanty-Groupe Gobert) et le Français Benoît Jarrier (Bretagne-Séché Environnement), mais aussi de celui par points. De Vreese reste toujours leader du classement de la montagne tandis que l'Irlandais Marcus Christie (An Post-ChainReaction) s'empare de la tête du classement du meilleur jeune. La formation française Bretagne-Séché Environnement en fait de même pour le classement par équipes,,,.
|    | Coureur            | Équipe                       |    | Temps           |
| -- | ------------------ | ---------------------------- | -- | --------------- |
| 1  | Nacer Bouhanni     | FDJ.fr                       | en | 3 h 32 min 55 s |
| 2  | John Degenkolb     | Giant-Shimano                | +  | m.t             |
| 3  | Yauheni Hutarovich | AG2R La Mondiale             |    | m.t             |
| 4  | Romain Feillu      | Bretagne-Séché Environnement |    | m.t             |
| 5  | Bryan Coquard      | Europcar                     |    | m.t             |
| 6  | Jelle Mannaerts    | Verandas Willems             |    | m.t             |
| 7  | Benjamin Giraud    | La Pomme Marseille 13        |    | m.t             |
| 8  | Kenneth Vanbilsen  | Topsport Vlaanderen-Baloise  |    | m.t             |
| 9  | Jempy Drucker      | Wanty-Groupe Gobert          |    | m.t             |
| 10 | Erwann Corbel      | Bretagne-Séché Environnement |    | m.t             |

|    | Coureur            | Équipe                       |    | Temps           |
| -- | ------------------ | ---------------------------- | -- | --------------- |
| 1  | Sander Helven      | Topsport Vlaanderen-Baloise  | en | 6 h 59 min 45 s |
| 2  | Laurens De Vreese  | Wanty-Groupe Gobert          | +  | 5 s             |
| 3  | Benoît Jarrier     | Bretagne-Séché Environnement |    | 5 s             |
| 4  | Boris Dron         | Wallonie-Bruxelles           |    | 12 s            |
| 5  | Marcus Christie    | An Post-ChainReaction        |    | 16 s            |
| 6  | Nacer Bouhanni     | FDJ.fr                       |    | 24 s            |
| 7  | John Degenkolb     | Giant-Shimano                |    | 28 s            |
| 8  | Yauheni Hutarovich | AG2R La Mondiale             |    | 30 s            |
| 9  | Clément Koretzky   | Bretagne-Séché Environnement |    | 32 s            |
| 10 | Axel Domont        | AG2R La Mondiale             |    | 33 s            |

### 3eétape
Le parcours se décompose en 152,6 km comprenant trois boucles d'environ 44 km avec plusieurs ascensions dont le col de Trelys long de 5 km puis un circuit final de 7 km à parcourir à trois reprises également. Après plusieurs tentatives d'échappées, c'est finalement le champion de France Arthur Vichot (FDJ.fr) qui prend les devants rejoint quelques kilomètres plus loin par les Français Rémy Di Grégorio (La Pomme Marseille 13) et Blel Kadri (AG2R La Mondiale) mais aussi par le Néerlandais Albert Timmer (Giant-Shimano). Ils sont ensuite rattrapés par un duo composé des Français Cyril Gautier (Europcar) et Alexis Vuillermoz (AG2R La Mondiale). Cependant un regroupement général avec plusieurs coureurs s'effectue à l'avant tandis qu'une cinquantaine de coureurs sont lâchés à l'arrière du peloton.
Au km 20 Di Grégorio, Gautier, Vichot et Vuillermoz, accompagnés cette fois-ci par le Colombien Rodolfo Torres (Colombia) sont en tête avec 22 s d'avance un peloton qui récupère les anciens coureurs lâchés de derrière. À 120 km de l'arrivée, les échappés possèdent 4 min sur le peloton. Celui-ci est emmené par la formation Giant-Shimano de son leader l'Allemand John Degenkolb au moment où l'échappée finit le premier tour de circuit à 108 km de la ligne finale. Au moment du deuxième tour bouclé c'est l'équipe Lotto-Belisol qui dirige le peloton avec un retard de 3 min 30 s sur la ligne puis 2 min 30 s au troisième passage de la journée du col de Trelys. Devant Torres attaque ses anciens compagnons d'échappée dans la côte du Grand Châtaignier et possède rapidement 20 s sur eux et 1 min 11 s sur le peloton.
Mais à la fin du troisième tour un regroupement des cinq échappés s'opère pour entamer les 21 km restants coupés en trois tours de circuit avec 1 min 20 s d'avance sur un peloton emmené par la formation Bretagne-Séché Environnement. Au tour suivant l'écart n'est plus que de 54 s puis le peloton rattrape l'échappée peu avant l'avant dernier passage sur la ligne marquant le dernier tour de 7 km. Un sprint massif d'une centaine de coureurs se prépare avec l'équipe Giant-Shimano qui mène pour Degenkolb. C'est finalement le Français Bryan Coquard (Europcar) qui gagne devant son compatriote Nacer Bouhanni (FDJ.fr) et Degenkolb. Au classement général, le Belge Sander Helven (Topsport Vlaanderen-Baloise) devance désormais le Français Benoît Jarrier (Bretagne-Séché Environnement) de cinq secondes et son compatriote Boris Dron (Wallonie-Bruxelles) de douze secondes puisqu'un autre Belge Laurens De Vreese (Wanty-Groupe Gobert), anciennement deuxième, a terminé l'étape attardé. Bouhanni, Vichot et Coquard deviennent respectivement leader des classements par points, de la montagne et du meilleur jeune tandis que la formation Bretagne-Séché Environnement reste toujours en tête du classement par équipes,,,.
|    | Coureur             | Équipe                       |    | Temps           |
| -- | ------------------- | ---------------------------- | -- | --------------- |
| 1  | Bryan Coquard       | Europcar                     | en | 3 h 46 min 11 s |
| 2  | Nacer Bouhanni      | FDJ.fr                       | +  | m.t             |
| 3  | John Degenkolb      | Giant-Shimano                |    | m.t             |
| 4  | Benjamin Giraud     | La Pomme Marseille 13        |    | m.t             |
| 5  | Sonny Colbrelli     | Bardiani CSF                 |    | m.t             |
| 6  | Romain Feillu       | Bretagne-Séché Environnement |    | m.t             |
| 7  | Baptiste Planckaert | Roubaix Lille Métropole      |    | m.t             |
| 8  | Tom Van Asbroeck    | Topsport Vlaanderen-Baloise  |    | m.t             |
| 9  | Tosh Van der Sande  | Lotto-Belisol                |    | m.t             |
| 10 | Jempy Drucker       | Wanty-Groupe Gobert          |    | m.t             |

|    | Coureur            | Équipe                       |    | Temps           |
| -- | ------------------ | ---------------------------- | -- | --------------- |
| 1  | Sander Helven      | Topsport Vlaanderen-Baloise  | en | 6 h 59 min 45 s |
| 2  | Benoît Jarrier     | Bretagne-Séché Environnement | +  | 5 s             |
| 3  | Boris Dron         | Wallonie-Bruxelles           |    | 12 s            |
| 4  | Nacer Bouhanni     | FDJ.fr                       |    | 18 s            |
| 5  | John Degenkolb     | Giant-Shimano                |    | 24 s            |
| 6  | Bryan Coquard      | Europcar                     |    | 24 s            |
| 7  | Arthur Vichot      | FDJ.fr                       |    | 26 s            |
| 8  | Yauheni Hutarovich | AG2R La Mondiale             |    | 30 s            |
| 9  | Rémy Di Grégorio   | La Pomme Marseille 13        |    | 31 s            |
| 10 | Clément Koretzky   | Bretagne-Séché Environnement |    | 32 s            |

### 4eétape
D'une longueur de 156,3 km, l'étape est marquée par le double franchissement du mur de Laudin (1 km avec un passage à 17 %) à 30 et 15 km de l'arrivée. Au bout de 2 km, un groupe de huit coureurs s'échappe avec en son sein les Français Clément Koretzky (Bretagne-Séché Environnement), Romain Sicard (Europcar), Thomas Rostollan (La Pomme Marseille 13) et Rudy Barbier (Roubaix Lille Métropole), les Biélorusses Yauheni Hutarovich (AG2R La Mondiale) et Branislau Samoilau (CCC Polsat Polkowice), l'Américain Chad Haga (Giant-Shimano) et le Belge Sean De Bie (Lotto-Belisol). L'écart avec le peloton est de 45 s à 151 km de l'arrivée mais le peloton, emmenée par l'équipe Cofidis, ne laisse pas partir les échappés et compte 50 s à 139 km de Laudun puis 20 s 10 km plus loin.
Barbier et Haga se relèvent mais la formation Cofidis perd le Français Stéphane Poulhiès sur crevaison et laisse l'échappée filer pour retrouver 55 s à 155 km du final. Après le retour de Poulhiès dans le peloton, Cofidis reprend la chasse mais finit par perdre du terrain et lâche l'effort après une longue partie de manivelles avec l'échappée. L'écart grimpe à 1 min 42 s à 117 km puis 2 min 43 s à 110 km de l'arrivée. Plus tard c'est la formation Colombia qui se met à rouler pour faire descendre l'écart à 1 min 50 s à 80 km puis à 1 min 30 s à 50 km du but sous un nouvel effort de la formation Cofidis. À 30 km de l'arrivée, les échappées n'ont plus que 33 s au moment d'entamer le premier des deux tours de circuit de 15 km qui débute par l’ascension du mur de Laudin ou Sicard attaque mais se fait reprendre quelques kilomètres plus loin. Au deuxième passage du mur, Koretzky et Sicard sont seuls en tête, suivis par Hutarovich alors que les autres sont un peu plus loin et que le peloton n'est qu'à une dizaine de secondes cette fois-ci emmenée par l'équipe FDJ.fr.
Alors que la formation Topsport Vlaanderen-Baloise roule en tête de peloton, Koretzky, Sicard et Hutarovich possèdent 20 s à 10 km puis 34 s à 3 km du terme. Derrière les Français Stéphane Rossetto (BigMat-Auber 93) et Rudy Kowalski (Roubaix Lille Métropole) partent en contre et pointent à 12 s du trio de tête et ont le même écart sur le peloton. Le peloton avale tout le monde dans la dernière ascension mais une chute intervient alors que la formation Europcar mène pour le Français Bryan Coquard. Un nouveau sprint massif se profile au sommet d'une courte côte. Coquard l'emporte devant l'Allemand John Degenkolb (Giant-Shimano) et le Français Tony Gallopin (Lotto-Belisol) alors que tout le monde est classé dans le même temps par suite de la chute.
Le Belge Sander Helven (Topsport Vlaanderen-Baloise) reste toujours leader avec cinq secondes d'avance sur le Français Benoît Jarrier (Bretagne-Séché Environnement) et douze sur son compatriote Boris Dron (Wallonie-Bruxelles). Degenkolb prend la tête du classement par points, Koretzky celui de la montagne. Coquard et la formation Bretagne-Séché Environnement restent toujours premier de leur classement respectif du meilleur jeune et de la meilleure équipe,,,,.
|    | Coureur           | Équipe                       |    | Temps           |
| -- | ----------------- | ---------------------------- | -- | --------------- |
| 1  | Bryan Coquard     | Europcar                     | en | 3 h 41 min 28 s |
| 2  | John Degenkolb    | Giant-Shimano                | +  | m.t             |
| 3  | Tony Gallopin     | Lotto-Belisol                |    | m.t             |
| 4  | Sonny Colbrelli   | Bardiani CSF                 |    | m.t             |
| 5  | Arthur Vichot     | FDJ.fr                       |    | m.t             |
| 6  | Romain Feillu     | Bretagne-Séché Environnement |    | m.t             |
| 7  | Carlos Quintero   | Colombia                     |    | m.t             |
| 8  | Jempy Drucker     | Wanty-Groupe Gobert          |    | m.t             |
| 9  | Björn Leukemans   | Wantu-Groupe Gobert          |    | m.t             |
| 10 | Tobias Ludvigsson | Giant-Shimano                |    | m.t             |

|    | Coureur            | Équipe                       |    | Temps            |
| -- | ------------------ | ---------------------------- | -- | ---------------- |
| 1  | Sander Helven      | Topsport Vlaanderen-Baloise  | en | 14 h 27 min 24 s |
| 2  | Benoît Jarrier     | Bretagne-Séché Environnement | +  | 5 s              |
| 3  | Boris Dron         | Wallonie-Bruxelles           |    | 12 s             |
| 4  | Bryan Coquard      | Europcar                     |    | 14 s             |
| 5  | John Degenkolb     | Giant-Shimano                |    | 18 s             |
| 6  | Nacer Bouhanni     | FDJ.fr                       |    | 18 s             |
| 7  | Arthur Vichot      | FDJ.fr                       |    | 26 s             |
| 8  | Clément Koretzky   | Bretagne-Séché Environnement |    | 26 s             |
| 9  | Yauheni Hutarovich | AG2R La Mondiale             |    | 28 s             |
| 10 | Tony Gallopin      | Lotto-Belisol                |    | 30 s             |

### 5eétape
Le contre-la-montre est long de 10,7 km et se court dans les rues d'Alès avec une arrivée au sommet de la colline de l'Ermitage (3 km à 7 % de moyenne). Avant ce chrono, 33 s sépare le leader le Belge Sander Helven (Topsport Vlaanderen-Baloise) du Français Axel Domont (AG2R La Mondiale) treizième. Puis 65 coureurs suivent à 34 s du Belge. Le classement général en est assez ouvert.
Le contre-la-montre est remporté par le Suédois Tobias Ludvigsson (Giant-Shimano) en 15 min 37 s, à une vitesse de 41,233 km/h. Il devance le Français Jérôme Coppel (Cofidis) de quatre secondes et l'Italien Sonny Colbrelli (Bardiani CSF) de onze. Les Français Jérémy Roy et Arthur Vichot, tous les deux membres de l'équipe FDJ.fr, terminent, respectivement, quatrième et cinquième, à quatorze et quinze secondes. Tandis que le premier sprinter, l'Allemand John Degenkolb (Giant-Shimano) les suit au classement de l'étape, à vingt-et-une secondes.
Sa victoire, le dernier jour, permet à Ludvigsson de remporter le classement général, quatre secondes devant Coppel et vingt-et-une devant son coéquipier Degenkolb. Le Suédois met un terme à cinq victoires de rang françaises, et termine, en outre, meilleur jeune de la course. Degenkolb gagne le classement par points, alors que leur formation Giant-Shimano termine meilleure équipe de l'épreuve. Le Français Clément Koretzky (Bretagne-Séché Environnement) s'adjuge, quant à lui, le classement de la montagne,,,,,.
|    | Coureur           | Équipe                       |    | Temps       |
| -- | ----------------- | ---------------------------- | -- | ----------- |
| 1  | Tobias Ludvigsson | Giant-Shimano                | en | 15 min 37 s |
| 2  | Jérôme Coppel     | Cofidis                      | +  | 4 s         |
| 3  | Sonny Colbrelli   | Bardiani CSF                 |    | 11 s        |
| 4  | Jérémy Roy        | FDJ.fr                       |    | 14 s        |
| 5  | Arthur Vichot     | FDJ.fr                       |    | 15 s        |
| 6  | John Degenkolb    | Giant-Shimano                |    | 21 s        |
| 7  | Tony Gallopin     | Lotto-Belisol                |    | 27 s        |
| 8  | Mateusz Taciak    | CCC Polsat Polkowice         |    | 27 s        |
| 9  | Brice Feillu      | Bretagne-Séché Environnement |    | 31 s        |
| 10 | Cyril Gautier     | Europcar                     |    | 33 s        |

|    | Coureur            | Équipe                       |    | Temps            |
| -- | ------------------ | ---------------------------- | -- | ---------------- |
| 1  | Tobias Ludvigsson  | Giant-Shimano                | en | 14 h 43 min 35 s |
| 2  | Jérôme Coppel      | Cofidis                      | +  | 4 s              |
| 3  | John Degenkolb     | Giant-Shimano                |    | 5 s              |
| 4  | Benoît Jarrier     | Bretagne-Séché Environnement |    | 7 s              |
| 5  | Arthur Vichot      | FDJ.fr                       |    | 7 s              |
| 6  | Jérémy Roy         | FDJ.fr                       |    | 14 s             |
| 7  | Tony Gallopin      | Lotto-Belisol                |    | 23 s             |
| 8  | Rein Taaramäe      | Cofidis                      |    | 33 s             |
| 9  | Frederik Veuchelen | Wanty-Groupe Gobert          |    | 36 s             |
| 10 | Sander Helven      | Topsport Vlaanderen-Baloise  |    | 36 s             |

## Classements finals

### Classement général
|    | Cycliste           | Pays      | Équipe                       |    | Temps            |
| -- | ------------------ | --------- | ---------------------------- | -- | ---------------- |
| 1  | Tobias Ludvigsson  | Suède     | Giant-Shimano                | en | 14 h 43 min 35 s |
| 2  | Jérôme Coppel      | France    | Cofidis                      | +  | 4 s              |
| 3  | John Degenkolb     | Allemagne | Giant-Shimano                |    | 5 s              |
| 4  | Benoît Jarrier     | France    | Bretagne-Séché Environnement |    | 7 s              |
| 5  | Arthur Vichot      | France    | FDJ.fr                       |    | 7 s              |
| 6  | Jérémy Roy         | France    | FDJ.fr                       |    | 14 s             |
| 7  | Tony Gallopin      | France    | Lotto-Belisol                |    | 23 s             |
| 8  | Rein Taaramäe      | Estonie   | Cofidis                      |    | 33 s             |
| 9  | Frederik Veuchelen | Belgique  | Wanty-Groupe Gobert          |    | 36 s             |
| 10 | Sander Helven      | Belgique  | Topsport Vlaanderen-Baloise  |    | 36 s             |

### Classements annexes
|   | Cycliste       | Équipe                       | Points |
| - | -------------- | ---------------------------- | ------ |
| 1 | John Degenkolb | Giant-Shimano                | 65     |
| 2 | Bryan Coquard  | Europcar                     | 62     |
| 3 | Romain Feillu  | Bretagne-Séché Environnement | 34     |

|   | Cycliste         | Équipe                       | Points |
| - | ---------------- | ---------------------------- | ------ |
| 1 | Clément Koretzky | Bretagne-Séché Environnement | 28     |
| 2 | Arthur Vichot    | FDJ.fr                       | 22     |
| 3 | Rémy Di Grégorio | La Pomme Marseille 13        | 20     |

|   | Cycliste          | Équipe                      |    | Temps            |
| - | ----------------- | --------------------------- | -- | ---------------- |
| 1 | Tobias Ludvigsson | Giant-Shimano               | en | 14 h 43 min 35 s |
| 2 | Bryan Coquard     | Europcar                    | +  | 42 s             |
| 3 | Yves Lampaert     | Topsport Vlaanderen-Baloise |    | 48 s             |

|   | Équipe        | Pays     |    | Temps            |
| - | ------------- | -------- | -- | ---------------- |
| 1 | Giant-Shimano | Pays-Bas | en | 44 h 11 min 49 s |
| 2 | Cofidis       | France   | +  | 6 s              |
| 3 | Bardiani CSF  | Italie   |    | 28 s             |

## Évolution des classements
| Étape              | Vainqueur          | Classement général | Classement par points | Classement de la montagne | Classement du meilleur jeune | Classement par équipes       |
| ------------------ | ------------------ | ------------------ | --------------------- | ------------------------- | ---------------------------- | ---------------------------- |
| 1                  | Sander Helven      | Sander Helven      | Sander Helven         | Laurens De Vreese         | Michael Goolaerts            | Topsport Vlaanderen-Baloise  |
| 2                  | Nacer Bouhanni     | Sander Helven      | Sander Helven         | Laurens De Vreese         | Marcus Christie              | Bretagne-Séché Environnement |
| 3                  | Bryan Coquard      | Sander Helven      | Nacer Bouhanni        | Arthur Vichot             | Bryan Coquard                | Bretagne-Séché Environnement |
| 4                  | Bryan Coquard      | Sander Helven      | John Degenkolb        | Clément Koretzky          | Bryan Coquard                | Bretagne-Séché Environnement |
| 5                  | Tobias Ludvigsson  | Tobias Ludvigsson  | John Degenkolb        | Clément Koretzky          | Tobias Ludvigsson            | Giant-Shimano                |
| Classements finals | Classements finals | Tobias Ludvigsson  | John Degenkolb        | Clément Koretzky          | Tobias Ludvigsson            | Giant-Shimano                |

## Liste des participants
- Liste de départ complète

| Légende | Légende                                                                                                  | Légende | Légende                                                                                         |
| ------- | --- | ------- | ----------------------------------------------------------------------------------------------- |
| Num     | Dossard de départ porté par le coureur sur cette Étoile de Bessèges                                      | Pos     | Position finale au classement général                                                           |
|         | Indique le vainqueur du classement général                                                               |         | Indique le vainqueur du classement par points                                                   |
|         | Indique le vainqueur du classement de la montagne                                                        |         | Indique le vainqueur du classement du meilleur jeune                                            |
|         | Indique un maillot de champion national ou mondial, suivi de sa spécialité                               | #       | Indique la meilleure équipe                                                                     |
| NP      | Indique un coureur qui n'a pas pris le départ d'une étape, suivi du numéro de l'étape où il s'est retiré | AB      | Indique un coureur qui n'a pas terminé une étape, suivi du numéro de l'étape où il s'est retiré |
| HD      | Indique un coureur qui a terminé une étape hors des délais, suivi du numéro de l'étape                   | *       | Indique un coureur en lice pour le maillot blanc (coureurs nés après le 1er janvier 1991)       |

| FDJ.fr FDJ | FDJ.fr FDJ                  | FDJ.fr FDJ |
| ---------- | --------------------------- | ---------- |
| Num        | Coureur                     | Pos        |
| 1          | Arthur Vichot (FRA) (Route) | 5e         |
| 2          | Jérémy Roy (FRA)            | 6e         |
| 3          | Nacer Bouhanni (FRA)        | NP-5       |
| 4          | Sébastien Chavanel (FRA)    | 63e        |
| 5          | Benoît Vaugrenard (FRA)     | NP-5       |
| 6          | Anthony Geslin (FRA)        | 59e        |
| 7          | Laurent Pichon (FRA)        | NP-5       |
| 8          | Cédric Pineau (FRA)         | 51e        |

| CCC Polsat Polkowice CCC | CCC Polsat Polkowice CCC | CCC Polsat Polkowice CCC |
| ------------------------ | ------------------------ | ------------------------ |
| Num                      | Coureur                  | Pos                      |
| 11                       | Davide Rebellin (ITA)    | 11e                      |
| 12                       | Adrian Honkisz (POL)     | 96e                      |
| 13                       | Łukasz Owsian (POL)      | 27e                      |
| 14                       | Adrian Kurek (POL)       | 90e                      |
| 15                       | Mateusz Taciak (POL)     | 87e                      |
| 16                       | Jacek Morajko (POL)      | 93e                      |
| 17                       | Maciej Paterski (POL)    | NP-3                     |
| 18                       | Branislau Samoilau (BLR) | 99e                      |

| Cofidis COF | Cofidis COF                 | Cofidis COF |
| ----------- | --------------------------- | ----------- |
| Num         | Coureur                     | Pos         |
| 21          | Jérôme Coppel (FRA)         | 2e          |
| 22          | Jérémy Bescond (FRA)*       | 97e         |
| 23          | Julien Fouchard (FRA)       | 83e         |
| 24          | Gert Jõeäär (EST)           | 106e        |
| 25          | Guillaume Levarlet (FRA)    | 48e         |
| 26          | Stéphane Poulhiès (FRA)     | 66e         |
| 27          | Rein Taaramäe (EST) (Route) | 8e          |
| 28          | Louis Verhelst (BEL)        | AB-1        |

| Lotto-Belisol LTB | Lotto-Belisol LTB        | Lotto-Belisol LTB |
| ----------------- | ------------------------ | ----------------- |
| Num               | Coureur                  | Pos               |
| 31                | Vegard Breen (NOR)       | 60e               |
| 32                | Sean De Bie (BEL)*       | 29e               |
| 33                | Bart De Clercq (BEL)     | 18e               |
| 34                | Tony Gallopin (FRA)      | 7e                |
| 35                | Maxime Monfort (BEL)     | 12e               |
| 36                | Boris Vallée (BEL)*      | 92e               |
| 37                | Dennis Vanendert (BEL)   | 65e               |
| 38                | Tosh Van der Sande (BEL) | 42e               |

| Europcar EUC | Europcar EUC             | Europcar EUC |
| ------------ | ------------------------ | ------------ |
| Num          | Coureur                  | Pos          |
| 41           | Bryan Coquard (FRA)*     | 15e          |
| 42           | Jérôme Cousin (FRA)      | 75e          |
| 43           | Jimmy Engoulvent (FRA)   | 25e          |
| 44           | Cyril Gautier (FRA)      | 89e          |
| 45           | Yohann Gène (FRA)        | 115e         |
| 46           | Romain Guillemois (FRA)* | 128e         |
| 47           | Bryan Nauleau (FRA)      | 17e          |
| 48           | Romain Sicard (FRA)      | 16e          |

| Caja Rural-Seguros RGA CJR | Caja Rural-Seguros RGA CJR     | Caja Rural-Seguros RGA CJR |
| -------------------------- | ------------------------------ | -------------------------- |
| Num                        | Coureur                        | Pos                        |
| 51                         | Fabricio Ferrari (URU)         | AB-4                       |
| 52                         | David Arroyo (ESP)             | 58e                        |
| 53                         | Ángel Madrazo (ESP)            | AB-3                       |
| 54                         | Peio Bilbao (ESP)              | AB-3                       |
| 55                         | Karol Domagalski (POL)         | 46e                        |
| 56                         | Fernando Grijalba (ESP)*       | 36e                        |
| 57                         | Rubén Fernández Andújar (ESP)* | NP-3                       |
| 58                         | Omar Fraile (ESP)              | 24e                        |

| AG2R La Mondiale ALM | AG2R La Mondiale ALM     | AG2R La Mondiale ALM |
| -------------------- | ------------------------ | -------------------- |
| Num                  | Coureur                  | Pos                  |
| 61                   | Samuel Dumoulin (FRA)    | 30e                  |
| 62                   | Maxime Bouet (FRA)       | AB-4                 |
| 63                   | Axel Domont (FRA)        | 39e                  |
| 64                   | Hubert Dupont (FRA)      | 35e                  |
| 65                   | Alexis Vuillermoz (FRA)  | 86e                  |
| 66                   | Yauheni Hutarovich (BLR) | 70e                  |
| 67                   | Blel Kadri (FRA)         | 94e                  |
| 68                   | Julian Kern (GER)        | 78e                  |

| Giant-Shimano # GIA | Giant-Shimano # GIA      | Giant-Shimano # GIA |
| ------------------- | ------------------------ | ------------------- |
| Num                 | Coureur                  | Pos                 |
| 71                  | Tobias Ludvigsson (SWE)* | 1er                 |
| 72                  | Jonas Ahlstrand (SWE)    | 109e                |
| 73                  | Roy Curvers (NED)        | 61e                 |
| 74                  | John Degenkolb (GER)     | 3e                  |
| 75                  | Dries Devenyns (BEL)     | 20e                 |
| 76                  | Chad Haga (USA)          | 105e                |
| 77                  | Tom Stamsnijder (NED)    | 116e                |
| 78                  | Albert Timmer (NED)      | 69e                 |

| Colombia COL | Colombia COL            | Colombia COL |
| ------------ | ----------------------- | ------------ |
| Num          | Coureur                 | Pos          |
| 81           | Edward Díaz (COL)*      | 62e          |
| 82           | Luis Largo (COL)        | 127e         |
| 83           | Jarlinson Pantano (COL) | 56e          |
| 84           | Carlos Quintero (COL)   | 19e          |
| 85           | Jonathan Paredes (COL)  | AB-2         |
| 86           | Jeffry Romero (COL)     | 73e          |
| 87           | Rodolfo Torres (COL)    | NP-5         |
| 88           | Robinson Chalapud (COL) | 119e         |

| Wallonie-Bruxelles WBC | Wallonie-Bruxelles WBC   | Wallonie-Bruxelles WBC |
| ---------------------- | ------------------------ | ---------------------- |
| Num                    | Coureur                  | Pos                    |
| 91                     | Frédéric Amorison (BEL)  | AB-3                   |
| 92                     | Boris Dron (BEL)         | 13e                    |
| 93                     | Olivier Chevalier (BEL)  | 102e                   |
| 94                     | Antoine Demoitié (BEL)   | 68e                    |
| 95                     | Florent Mottet (BEL)*    | 124e                   |
| 96                     | Loïc Pestiaux (BEL)*     | 76e                    |
| 97                     | Sébastien Delfosse (BEL) | 31e                    |
| 98                     | Robin Stenuit (BEL)      | AB-3                   |

| Bretagne-Séché Environnement BSE | Bretagne-Séché Environnement BSE | Bretagne-Séché Environnement BSE |
| -------------------------------- | -------------------------------- | -------------------------------- |
| Num                              | Coureur                          | Pos                              |
| 101                              | Brice Feillu (FRA)               | 88e                              |
| 102                              | Romain Feillu (FRA)              | 74e                              |
| 103                              | Erwann Corbel (FRA)*             | 64e                              |
| 104                              | Vegard Stake Laengen (NOR)       | 53e                              |
| 105                              | Clément Koretzky (FRA)           | 41e                              |
| 106                              | Benjamin Le Montagner (FRA)      | 120e                             |
| 107                              | Christophe Laborie (FRA)         | 38e                              |
| 108                              | Benoît Jarrier (FRA)             | 4e                               |

| Wanty-Groupe Gobert WGG | Wanty-Groupe Gobert WGG   | Wanty-Groupe Gobert WGG |
| ----------------------- | ------------------------- | ----------------------- |
| Num                     | Coureur                   | Pos                     |
| 111                     | Björn Leukemans (BEL)     | 67e                     |
| 112                     | Laurens De Vreese (BEL)   | NP-4                    |
| 113                     | Jempy Drucker (LUX)       | 43e                     |
| 114                     | Jan Ghyselinck (BEL)      | 23e                     |
| 115                     | Michel Kreder (NED)       | AB-1                    |
| 116                     | Wesley Kreder (NED)       | AB-3                    |
| 117                     | James Vanlandschoot (BEL) | 103e                    |
| 118                     | Frederik Veuchelen (BEL)  | 9e                      |

| BigMat-Auber 93 BIG | BigMat-Auber 93 BIG        | BigMat-Auber 93 BIG |
| ------------------- | -------------------------- | ------------------- |
| Num                 | Coureur                    | Pos                 |
| 121                 | Frédéric Brun (FRA)        | NP-4                |
| 122                 | Flavien Dassonville (FRA)* | 72e                 |
| 123                 | Alo Jakin (EST)            | 108e                |
| 124                 | Dimitri Le Boulch (FRA)    | 123e                |
| 125                 | Théo Vimpère (FRA)         | 77e                 |
| 126                 | Stéphane Rossetto (FRA)    | 91e                 |
| 127                 | Steven Tronet (FRA)        | 49e                 |
| 128                 | Yannis Yssaad (FRA)*       | AB-3                |

| Topsport Vlaanderen-Baloise TSV | Topsport Vlaanderen-Baloise TSV | Topsport Vlaanderen-Baloise TSV |
| ------------------------------- | ------------------------------- | ------------------------------- |
| Num                             | Coureur                         | Pos                             |
| 131                             | Eliot Lietaer (BEL)             | NP-3                            |
| 132                             | Sander Helven (BEL)             | 10e                             |
| 133                             | Stijn Steels (BEL)              | AB-3                            |
| 134                             | Edward Theuns (BEL)*            | 37e                             |
| 135                             | Kenneth Vanbilsen (BEL)         | 110e                            |
| 136                             | Tom Van Asbroeck (BEL)          | 40e                             |
| 137                             | Yves Lampaert (BEL)*            | 21e                             |
| 138                             | Arthur Vanoverberghe (BEL)      | 104e                            |

| Roubaix Lille Métropole RLM | Roubaix Lille Métropole RLM | Roubaix Lille Métropole RLM |
| --------------------------- | --------------------------- | --------------------------- |
| Num                         | Coureur                     | Pos                         |
| 141                         | Rudy Barbier (FRA)*         | 113e                        |
| 142                         | Timothy Dupont (BEL)        | NP-4                        |
| 143                         | Julien Duval (FRA)          | 33e                         |
| 144                         | Franck Vermeulen (FRA)      | 79e                         |
| 145                         | Rudy Kowalski (FRA)         | 32e                         |
| 146                         | Romain Pillon (FRA)         | 125e                        |
| 147                         | Jean-Lou Paiani (FRA)       | 71e                         |
| 148                         | Baptiste Planckaert (BEL)   | 52e                         |

| Bardiani CSF BAR | Bardiani CSF BAR                 | Bardiani CSF BAR |
| ---------------- | -------------------------------- | ---------------- |
| Num              | Coureur                          | Pos              |
| 151              | Stefano Pirazzi (ITA)            | 14e              |
| 152              | Francesco Manuel Bongiorno (ITA) | 84e              |
| 153              | Donato De Ieso (ITA)             | NP-4             |
| 154              | Edoardo Zardini (ITA)            | 81e              |
| 155              | Enrico Barbin (ITA)              | 26e              |
| 156              | Sonny Colbrelli (ITA)            | 82e              |
| 157              | Angelo Pagani (ITA)              | 28e              |
| 158              |                                  |                  |

| La Pomme Marseille 13 LPM | La Pomme Marseille 13 LPM | La Pomme Marseille 13 LPM |
| ------------------------- | ------------------------- | ------------------------- |
| Num                       | Coureur                   | Pos                       |
| 161                       | Thomas Rostollan (FRA)    | 118e                      |
| 162                       | Benjamin Giraud (FRA)     | 98e                       |
| 163                       | José Gonçalves (POR)      | 22e                       |
| 164                       | Domingos Gonçalves (POR)  | 34e                       |
| 165                       | Justin Jules (FRA)        | 129e                      |
| 166                       | Yoann Paillot (FRA)*      | NP-4                      |
| 167                       | Evaldas Šiškevičius (LTU) | 80e                       |
| 168                       | Rémy Di Grégorio (FRA)    | 55e                       |

| An Post-ChainReaction SKT | An Post-ChainReaction SKT | An Post-ChainReaction SKT |
| ------------------------- | ------------------------- | ------------------------- |
| Num                       | Coureur                   | Pos                       |
| 171                       | Mark McNally (GBR)        | 57e                       |
| 172                       | Jack Wilson (IRL)*        | 114e                      |
| 173                       | Kevin Claeys (BEL)        | AB-3                      |
| 174                       | Ryan Mullen (IRL)*        | 117e                      |
| 175                       | Conor Dunne (IRL)*        | 112e                      |
| 176                       | Laurent Vanden Bak (BEL)  | 50e                       |
| 177                       | Wout Franssen (BEL)*      | 126e                      |
| 178                       | Marcus Christie (IRL)*    | 107e                      |

| Verandas Willems WIL | Verandas Willems WIL     | Verandas Willems WIL |
| -------------------- | ------------------------ | -------------------- |
| Num                  | Coureur                  | Pos                  |
| 181                  | Gaëtan Bille (BEL)       | NP-1                 |
| 182                  | Willem Wauters (BEL)     | 45e                  |
| 183                  | Niels Vandyck (BEL)      | NP-3                 |
| 184                  | Nicolas Vereecken (BEL)  | 47e                  |
| 185                  | Olivier Pardini (BEL)    | 44e                  |
| 186                  | Walt De Winter (BEL)     | AB-3                 |
| 187                  | ??? (BEL)*               | 121e                 |
| 188                  | Michael Goolaerts (BEL)* | AB-3                 |

| Itera-Katusha TIK | Itera-Katusha TIK      | Itera-Katusha TIK |
| ----------------- | ---------------------- | ----------------- |
| Num               | Coureur                | Pos               |
| 191               | Maksim Razumov (RUS)   | 100e              |
| 192               | Dmytro Kosyakov (RUS)  | 122e              |
| 193               | Mikhail Akimov (RUS)*  | 101e              |
| 194               | Dmitrii Ignatiev (RUS) | 95e               |
| 195               | Igor Frolov (RUS)      | 54e               |
| 196               | Sergey Nikolaev (RUS)  | AB-3              |
| 197               | Kiril Yatsevich (RUS)* | 111e              |
| 198               | Roman Katirin (RUS)*   | 85e               |